# Megacorma hoffmani
Megacorma hoffmani là một loài bướm đêm thuộc họ Sphingidae. Loài này có ở Papua New Guinea.